# 222-я авиационная дивизия дальнего действия
222-я авиационная дивизия дальнего действия (222-я ад дд) — авиационное соединение Военно-Воздушных сил (ВВС) Вооружённых Сил РККА дальней бомбардировочной авиации, принимавшее участие в боевых действиях Великой Отечественной войны.

## История наименований дивизии

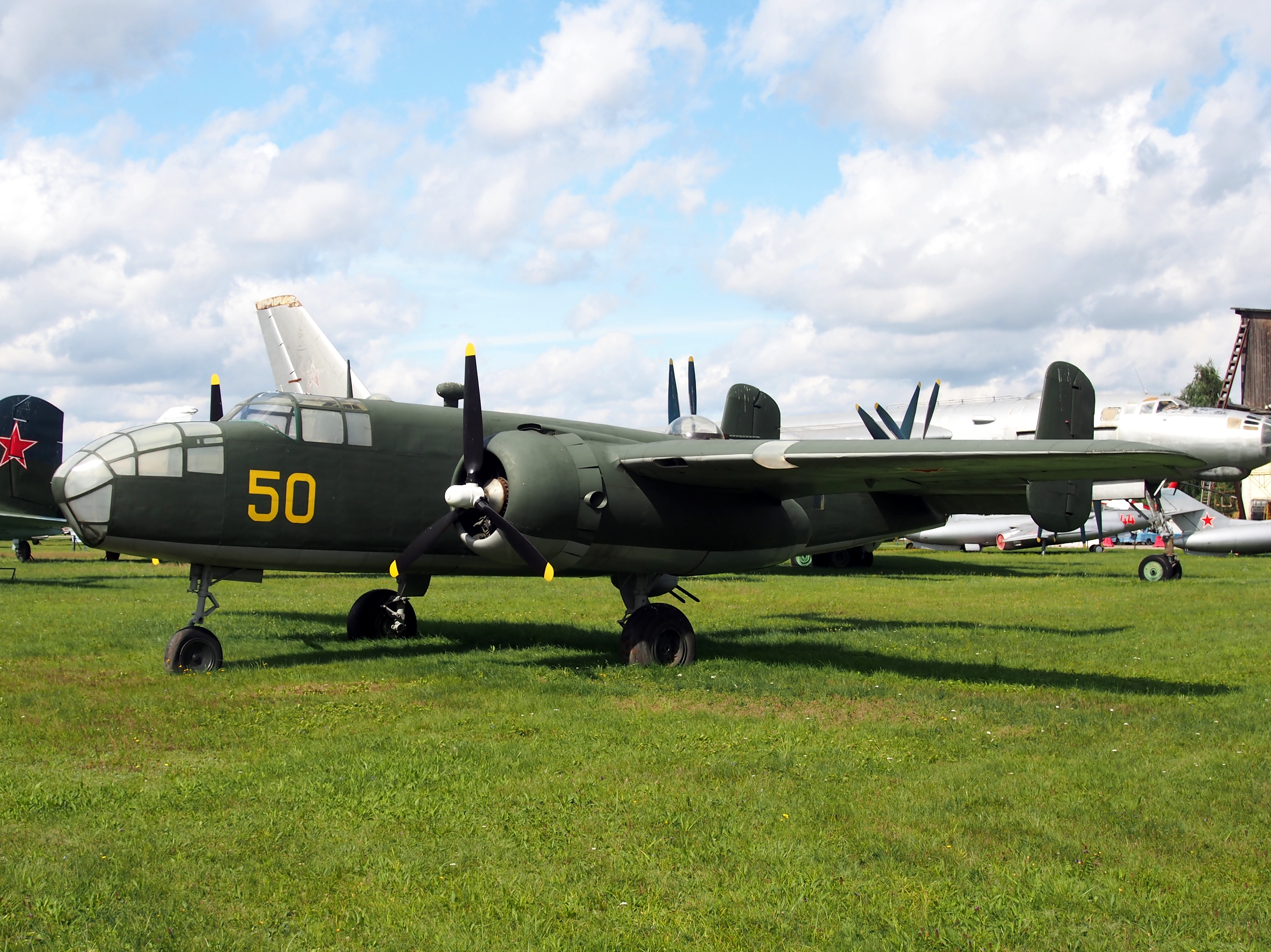
North American B-25D Mitchell в Музее в Монино. Эти самолёты стояли на вооружении полков дивизии до 1950 года.

- 222-я бомбардировочная авиационная дивизия;
- 222-я дальняя бомбардировочная авиационная дивизия;
- 222-я дальне-бомбардировочная авиационная дивизия;
- 222-я авиационная дивизия дальнего действия;
- 4-я гвардейская авиационная дивизия дальнего действия;
- 4-я гвардейская авиационная Брянская дивизия дальнего действия;
- 14-я гвардейская бомбардировочная авиационная Брянская дивизия;
- 14-я гвардейская бомбардировочная авиационная Брянско-Берлинская дивизия;
- 14-я гвардейская тяжёлая бомбардировочная авиационная Брянско-Берлинская дивизия[1];
- Войсковая часть 45153[1].

## История и боевой путь дивизии
Дивизия сформирована на основании Приказа НКО № 00111 от 3 июня 1942 года как 222-я бомбардировочная авиационная дивизия в составе трёх полков на самолётах В-25: 16-й бомбардировочный авиационный полк, 37-й бомбардировочный авиационный полк и 125-й бомбардировочный авиационный полк. Дислоцировалась на территории Московского военного округа в районе городов Мичуринск, Грязи, Усмань. В боях была задействована только частью сил для борьбы с железнодорожными перевозками и резервами противника на западном направлении. Входила в состав 1-й бомбардировочной авиационной армии. После расформирования армии дивизия была подчинена Управлению Авиации Дальнего Действия. В боях участвовала с 8 августа 1942 года. Полёты дивизии производились днём, в результате чего дивизия понесла большие потери: из первых 44 боевых вылетов не вернулись 8 самолётов.
После передачи в состав Авиации Дальнего Действия дивизия получила наименование 222-я дальняя бомбардировочная авиационная дивизия, но чаще именовалась как 222-я дальне-бомбардировочная авиационная дивизия.
Приказом НКО СССР № 00212 от 29 сентября 1942 года во исполнение Постановления ГКО СССР № ГКО-2348сс от 27 сентября 1942 года дивизия была переименована и стала именоваться 222-я авиационная дивизия дальнего действия.
В период с августа 1942 года по 26 марта 1943 года дивизия участвовала в операциях Западного, Калининского, Сталинградского, Брянского фронтов. Объектами бомбардировок были войска и скопления техники на станциях и железнодорожных узлах Гомель, Вязьма, Витебск, Орша, Смоленск, Брянск, авиация на аэродромах Курск, Смоленск, Сеща, Витебск, Ново-Дугино.
В соответствии с Приказом НКО СССР № 138 от 26 марта 1943 года 222-я авиационная дивизия дальнего действия за мужество и героизм личного состава в борьбе с немецко-фашистскими захватчиками переименована в гвардейскую и она стала именоваться 4-я гвардейская авиационная дивизия дальнего действия.

### В действующей армии
В составе действующей армии дивизия находилась с 8 марта 1942 года по 29 сентября 1942 года как 222-я дальняя бомбардировочная авиационная дивизия и с 29 сентября 1942 года по 26 марта 1943 года как 222-я авиационная дивизия дальнего действия.

### Командир дивизии
| Звание    | Имя                     | Период                                    | Примечание  |
| --------- | ----------------------- | ----------------------------------------- | ----------- |
| Полковник | Титов Фёдор Васильевич  | 3 июня 1942 года — 23 февраля 1943 года   | погиб в бою |
| Полковник | Кожемякин Иван Иванович | 23 февраля 1943 года — 26 марта 1943 года |             |

### В составе объединений
| Дата          | Объединение               | Армия                                  |
| ------------- | ------------------------- | -------------------------------------- |
| 03.06.1942 г. | Резерв Ставки ВГК         |                                        |
| 01.07.1942 г. | Резерв Ставки ВГК         | 1-я бомбардировочная авиационная армия |
| 10.09.1942 г. | Авиация дальнего действия |                                        |
| 26.03.1943 г. | Авиация дальнего действия |                                        |

## Части и отдельные подразделения дивизии
За весь период своего существования боевой состав дивизии претерпевал изменения:
| Период                     | Наименование                             | Вооружение                                                               |
| -------------------------- | ---------------------------------------- | ------------------------------------------------------------------------ |
| 03.06.1942 — 29.09.1942 г. | 16-й бомбардировочный авиационный полк   | В-25, переименован в 16-й авиационный полк дальнего действия             |
| 29.09.1942 — 26.03.1942 г. | 16-й авиационный полк дальнего действия  | В-25, переименован в 14-й гвардейский авиационный полк дальнего действия |
| 03.06.1942 — 29.09.1942 г. | 37-й бомбардировочный авиационный полк   | В-25, переименован в 37-й авиационный полк дальнего действия             |
| 29.09.1942 — 26.03.1942 г. | 37-й авиационный полк дальнего действия  | В-25, переименован в 13-й гвардейский авиационный полк дальнего действия |
| 03.06.1942 — 29.09.1942 г. | 125-й бомбардировочный авиационный полк  | В-25, переименован в 125-й авиационный полк дальнего действия            |
| 29.09.1942 — 26.03.1942 г. | 125-й авиационный полк дальнего действия | В-25, переименован в 15-й гвардейский авиационный полк дальнего действия |

## Присвоение гвардейских званий
За образцовое выполнение заданий командования на основании приказа НКО СССР № 138 от 26 марта 1943 года:
- 222-я авиационная дивизия дальнего действия переименована в 4-ю гвардейскую дивизию дальнего действия.
- 16-й авиационный полк дальнего действия переименован в 14-й гвардейский авиационный полк дальнего действия.
- 37-й авиационный полк дальнего действия переименован в 13-й гвардейский авиационный полк дальнего действия.
- 125-й авиационный полк дальнего действия переименован в 15-й гвардейский авиационный полк дальнего действия.